# Orenburg
Orenburg (Russisch Оренбург, Orenboerg) is een stad in Rusland, gelegen aan de rivier de Oeral, die ter plekke de grens tussen Europa en Azië vormt. Het is de hoofdstad van de oblast Orenburg en ligt op 1478 km van Moskou.
Van 1938 tot 1957 heette de stad Tsjkalov, naar de Sovjet-piloot Valeri Tsjkalov, die aan de vliegschool van Orenburg studeerde.

## Geschiedenis
Het Russische Rijk besloot in 1734 aan de oostgrens in de Zuidelijke Oeral een vestingstad met de naam Orenburg te bouwen. In 1735 stichtten kolonisten een nederzetting bij de samenvloeiing van de rivieren Oeral en Or. De laatstgenoemde rivier gaf ook zijn naam aan de stad, Orenburg (Duits: "fort bij de Or"). De naam van deze eerste nederzetting werd in 1739 veranderd in Orsk.
In 1741 werd een poging gedaan een tweede Orenburg te stichten op een plek die Krasnogar ("rode heuvel") werd genoemd, maar dit mislukte. Het derde Orenburg werd in 1743 gesticht op zijn huidige locatie aan de Oeral, ongeveer 250 km stroomafwaarts van Orsk, waar de rivier Sakmara in de Oeral uitmondt. Zowel Orsk als Orenburg werden gesticht door Vasili Tatisjtsjev tijdens zijn expeditie naar het gebied.

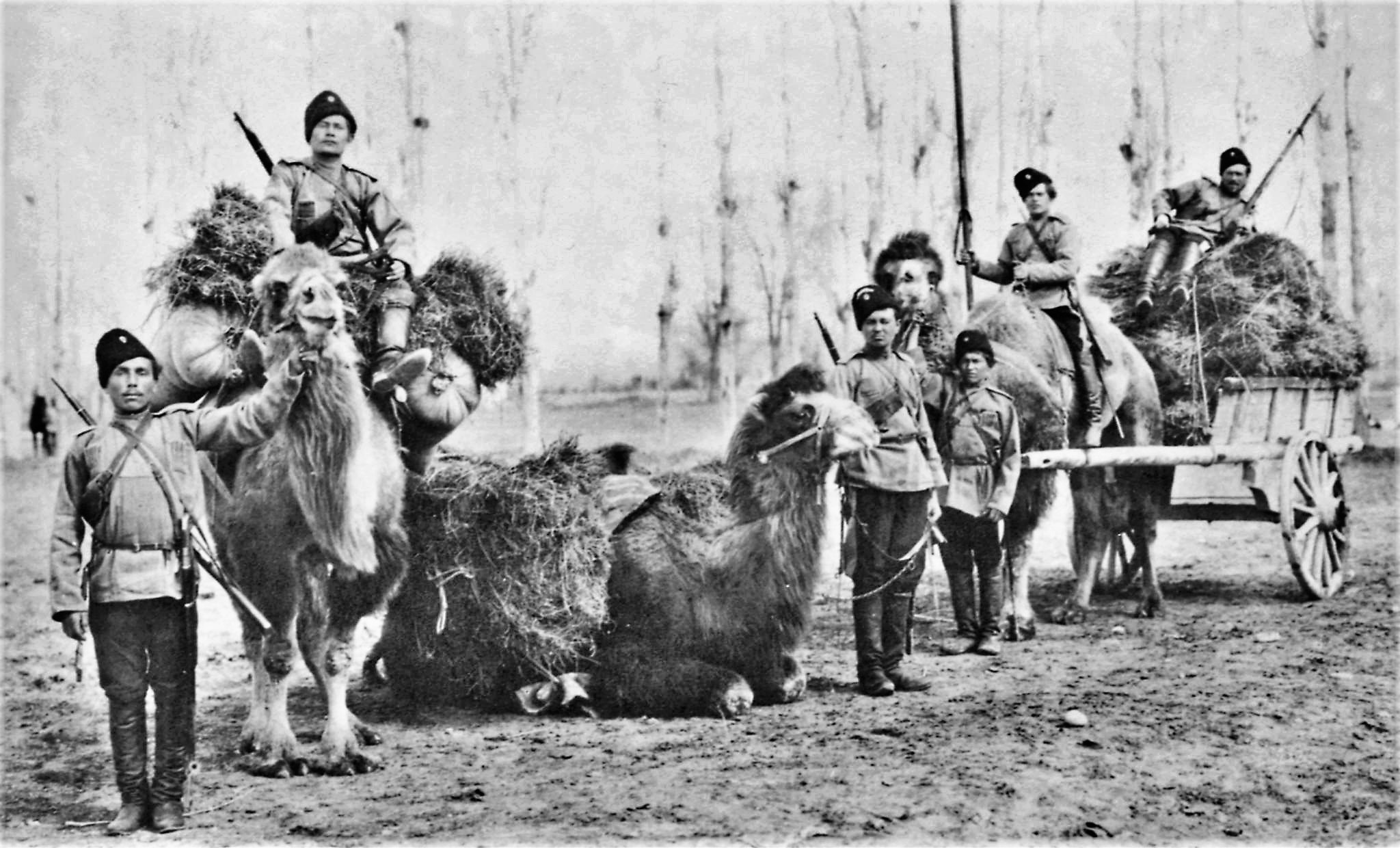
Orenburg-Kozakken met kamelen in de tweede helft van de 19e eeuw

Het uiteindelijke Orenburg was een belangrijke militaire basis aan de grens met de nomadische Kazachen, waarlangs de 2500 kilometer lange grenslinie van Orenburg was aangelegd. De stad werd het centrum van de Orenburgkozakken. Nadat Centraal-Azië in het Russische Rijk was opgenomen werd Orenburg een handelscentrum en een belangrijk spoorwegknooppunt dat aansluiting geeft op de zuidelijke route naar de nieuwverworven gebieden in Centraal-Azië, respectievelijk Siberië.
Van 5 oktober 1773 tot 23 maart 1774 was de stad bezet door het leger van Donkozak Jemeljan Poegatsjov tijdens de Poegatsjovopstand.
In 1879 brak een grote brand uit in het centrum van de stad, waarbij bijna 1000 huizen in de stad in de as werden gelegd en bijna 1500 in de voorstad Novaja Sloboda.
Van 1920 tot 1925 was Orenburg de hoofdstad van de Kirgizische Autonome Socialistische Sovjetrepubliek, het huidige Kazachstan. In 1925 werd de naam van deze republiek omgedoopt in Kazachse ASSR en werd Alma-Ata de nieuwe hoofdstad. Orenburg kwam weer buiten de ASSR te liggen en bleef, ook nadat in 1936 de Kazachse SSR was opgericht, deel uitmaken van de Russische Socialistische Federatieve Sovjetrepubliek.
Doordat de stad vrij ver van het oorlogsgewoel lag, namen veel sovjetbedrijven tijdens de Tweede Wereldoorlog hun toevlucht tot Orenburg. De economie van de stad kon hierdoor flink groeien.

## Bezienswaardigheden

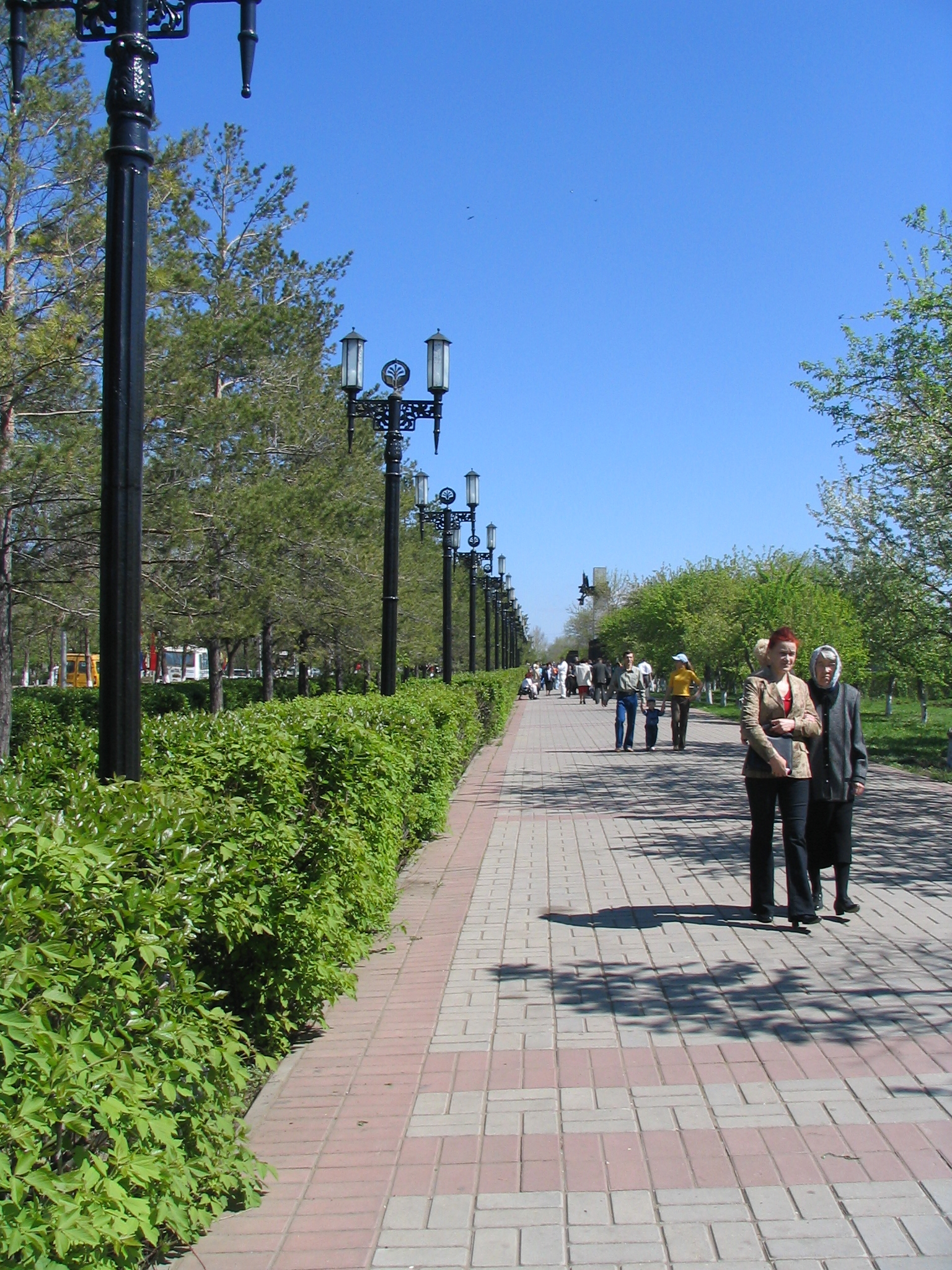
Boulevard langs de Oeral

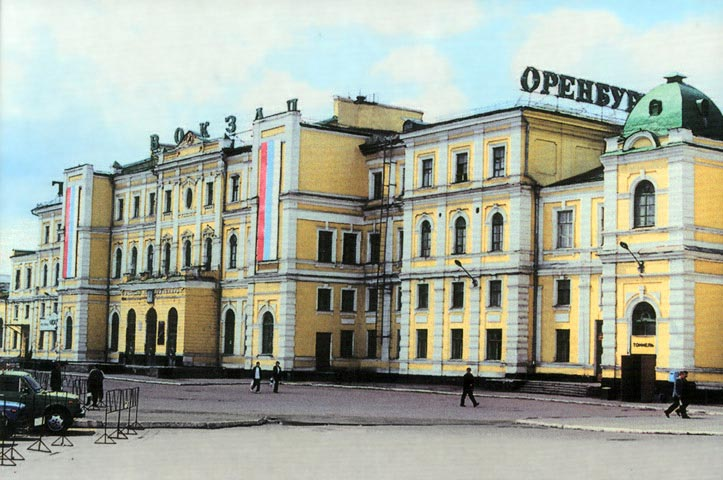
Treinstation aan de Trans-Siberische spoorlijn

Ondanks de voorsteden met eindeloze rijen prefabflats en industrie is de stad door het bijzondere centrum zeer mooi te noemen. De over het gehele stadshart verspreide historische bouwwerken maken de stad tot een kunst- en cultuurcentrum. Naast de neoclassicistische Sint-Nicolaaskathedraal zijn de oude brug over de Oeral, tegenwoordig voetgangersbrug, met uitzicht op een skyline van 18e- en 19e-eeuwse gebouwen, het monument op de grens tussen Europa en Azië, het stadhuis, de opera en het museum voor beeldende kunst belangrijke attracties.
Aan de oever van de Oeral begint de belangrijkste winkelboulevard van de stad, de Sovjetstraat (Улица Советская, Oelitsa Sovjetskaja), met aan het einde het stadsmuseum.

## Economie en Verkeer
Orenburg is een belangrijk industriecentrum, met onder andere machinebouw, voedingsmiddelenproductie, textielindustrie en gasbedrijven.
De stad is ook een verkeersknooppunt, liggend op de kruising van de hoofdwegen van Oefa naar Oral (Kazachstan), van Samara naar Orsk en van Moskou naar Novosibirsk en andere Siberische steden. Orenburg beschikt over een kleine luchthaven met regelmatige verbindingen met verschillende Russische steden en enkele internationale vluchten.
Het stedelijk openbaar vervoer wordt verzorgd door een netwerk van trolleybussen en stadsbussen.

## Hoger onderwijs
Orenburg beschikt over een groot aantal instellingen voor hoger onderwijs:
- Instituut voor Economie en Cultuur
- Kunstinstituut
- Agrarische Staatsuniversiteit Orenburg
- Medische Staatsacademie Orenburg
- Pedagogische Staatsuniversiteit Orenburg
- Staatsuniversiteit Orenburg
- Stedelijke Hogeschool voor Natuur- en Geesteswetenschappen
- Interregionaal Managementinstituut
- Douaneschool

## Sport
FK Orenburg is de professionele voetbalclub van Orenburg en speelt in het Gazovik Stadion. De club speelde op het hoogste Russische niveau, de Premjer-Liga.

## Demografie
| 1840   | 1867   | 1897   | 1926    | 1939    | 1959    | 1970    | 1979    | 1989    | 2002    |
| ------ | ------ | ------ | ------- | ------- | ------- | ------- | ------- | ------- | ------- |
| 14.600 | 33.500 | 72.400 | 122.000 | 171.700 | 267.000 | 344.000 | 458.700 | 546.501 | 549.361 |

## Partnersteden
- Blagnac (Frankrijk)
- Boergas (Bulgarije)
- Orlando (Verenigde Staten)
- Choedzjand (Tadzjikistan)
- Legnica (Polen)

## Bekende Orenburgers
- Jevgraf Fjodorov (1853–1919), kristallograaf en mineraloog
- Lev Sosnovski (1886-1937), journalist en revolutionair
- Georgi Malenkov (1902-1988), Sovjetpoliticus
- Alexander Schmorell (1917-1943), medeoprichter van de verzetsgroep "Weiße Rose" (Witte roos)
- Vladimir Karpov (1922-2010), Sovjetpoliticus en schrijver
- Denis Istomin (1986), tennisser
- Nikolaj Kovaljov (1990), sabelvechter